# Durio macrantha
Durio macrantha Kosterm. è un albero della famiglia delle Malvacee endemico di Sumatra.